# 莆美镇
莆美镇，是中华人民共和国福建省漳州市云霄县下辖的一个乡镇级行政单位。

## 行政区划
莆美镇下辖以下地区：
绥阳社区、宝城社区、宝洋社区、绥东社区、泰景社区、君豪社区、莆东村、莆南村、莆北村、莆下村、前涂村、上坑村、山美村、阳下村、佳兜村、向北村、中柱村、高塘村、后汤村、前埔村、宝树村、演武亭村、双溪口村、大埔村、马山村、下径村、树洞村、益宝山村、三东村和狮山村。